# Ramusella rhinina
Ramusella rhinina är en kvalsterart som beskrevs av Subías och Mínguez 1981. Ramusella rhinina ingår i släktet Ramusella och familjen Oppiidae. Inga underarter finns listade i Catalogue of Life.